# 입문반
"입문반"은 2019년에 제작한 대한민국의 영화이다.

## 캐스팅

### 주연
- 한혜지 : 가영 역
- 김해나
- 고유준
- 박지원

### 단역
- 박지수 : 학생 역
- 김상훈 : 학생 역
- 이승재 : 학생 역

## 수상
- 2019년 제45회 서울독립영화제 수상 대상 (김현정), 독립스타상 - 배우부문 (한혜지)
- 2019년 제19회 전북독립영화제 수상 다부진상(우수상) (김현정)
- 2020년 제15회 시네마테크의 친구들 영화제 상영작
- 2020년 제5회 울주산악영화제 코리안 웨이브
- 2020년 제13회 진주같은영화제 초청